# Fuerte Torna
El Fuerte Torna, también conocido como Prachandagad, es una gran fortaleza ubicada en el distrito de Pune, en el estado  indio de Maharashtra . Es históricamente significativo porque fue el primer fuerte capturado por el rey Shivaji Maharaj en 1646, a la edad de 16 años, formando el núcleo del imperio Maratha. La colina tiene una elevación de 1403 metros (4603 pies) sobre el nivel del mar, por lo que es la fortaleza más alta en el distrito. El nombre deriva de Prachanda,  para «enorme o masivo» y gadpara «fuerte» en  Marathi.

## Historia

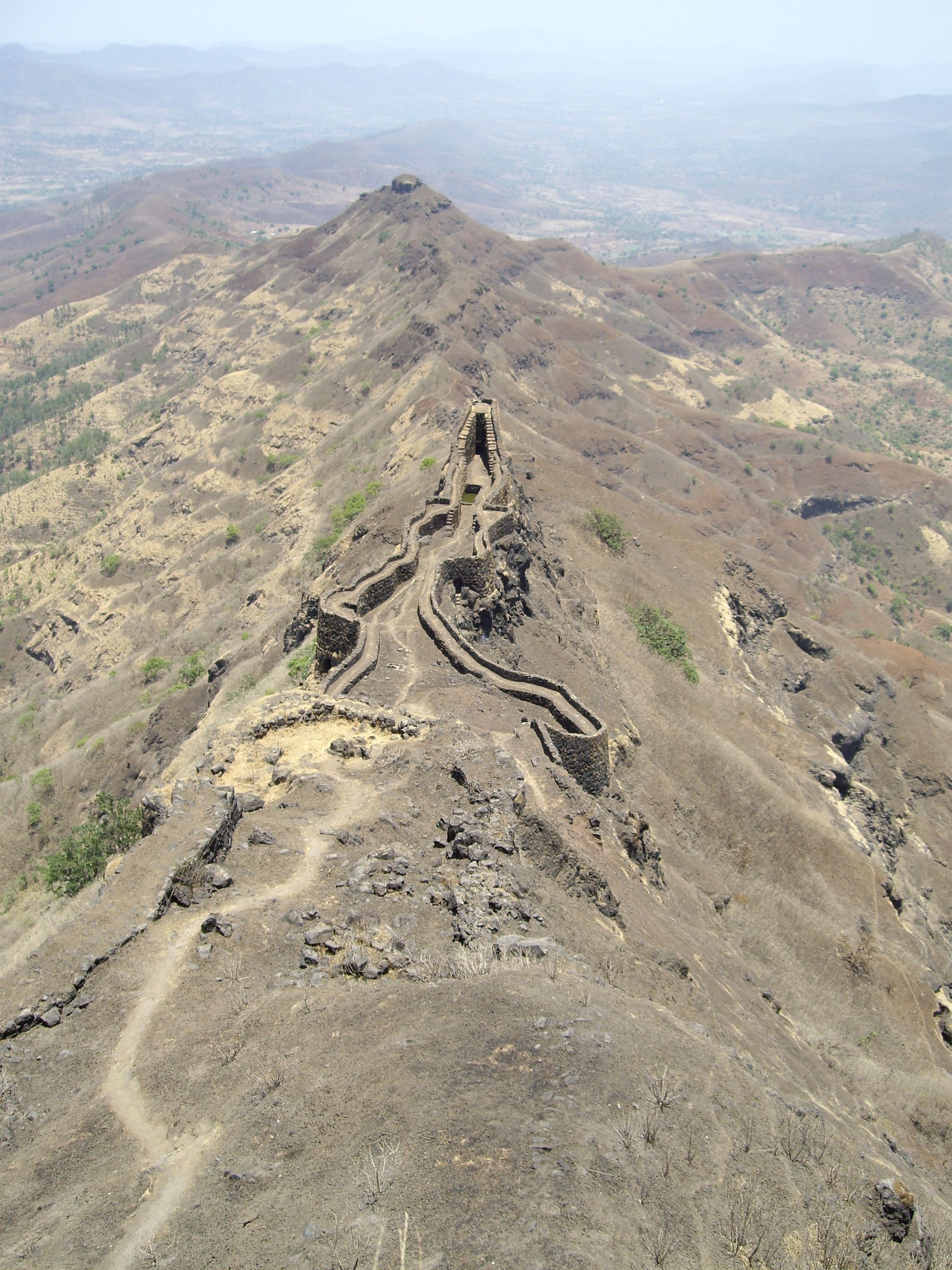
Fuerte Torna zunjar machi

Torna fort zunjar machi fortificación
Se cree que esta fortaleza fue construida por el shaivismo, seguidores del dios hindú Shiva, en el siglo XIII. El templo Menghai Devi, también conocido como el templo Tornaji, está situado cerca de la entrada del fuerte.
En 1646, el rey Shivaji capturó este fuerte a la edad de dieciséis años, por lo que es uno de los primeros fuertes del imperio Maratha. El rey Shivaji renombró el fuerte  Prachandagad  como «Torna» , y construyó varios monumentos y torres dentro de él.
En el siglo XVIII, el imperio mogol ganó brevemente el control de esta fortaleza después del asesinato del rey hijo del rey Shivaji, Sambhaji. Aurangzeb, el entonces emperador mogol, renombró a este fuerte como Futulgaib en reconocimiento a la difícil defensa que los mogoles tuvieron que superar para capturar este fuerte. Fue devuelto a la confederación Maratha por el Tratado de Purandar.

## Ubicación
El fuerte está a unos 50 km a través de Pabe ghat al suroeste de Pune en los Ghats occidentales de las cadenas montañosas de Sahyadri en la aldea de base Velhe. Se puede ir desde Pune a través de la carretera de Satara y tomar a la derecha en el puerto. Esta distancia está cerca de los 65 km y es el fuerte más alto en el distrito de Pune.

## Turismo
El Fuerte Torna es un destino popular para los excursionistas especialmente después del monzón del suroeste, de septiembre a diciembre. Los excursionistas pueden quedarse en el templo Menghai Devi. El Raigad, Lingana, Rajgad, la fortaleza de Purandar y Sinhagad se ven desde Torna.

## Galería de imágenes

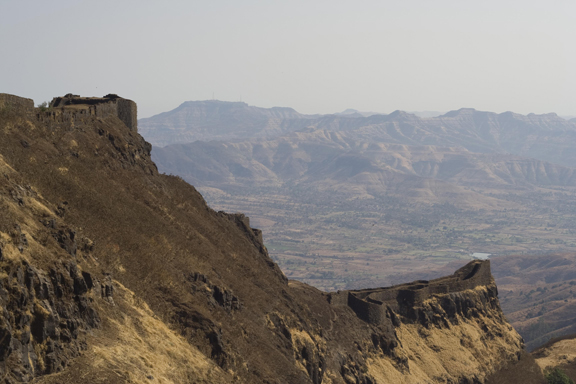
Fuerte de Torna con la fortificación zunjar machi a la derecha
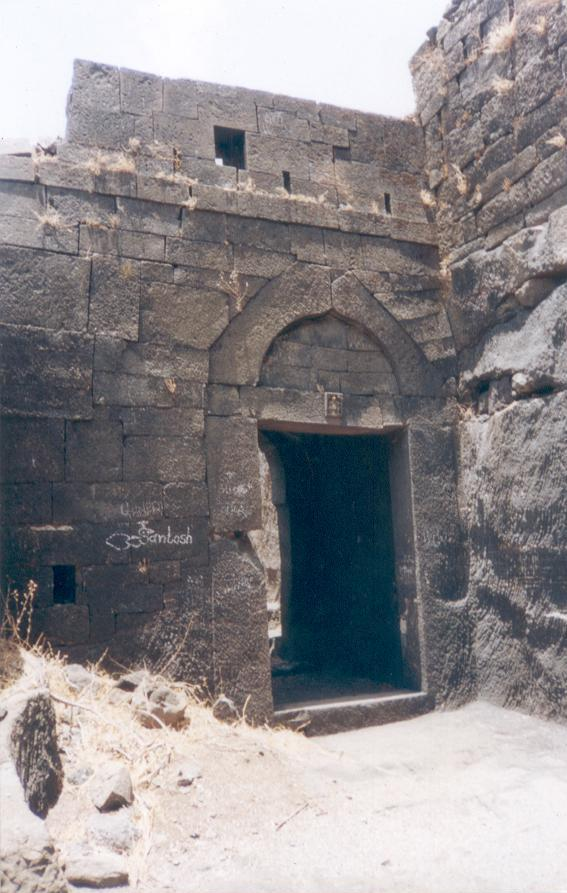
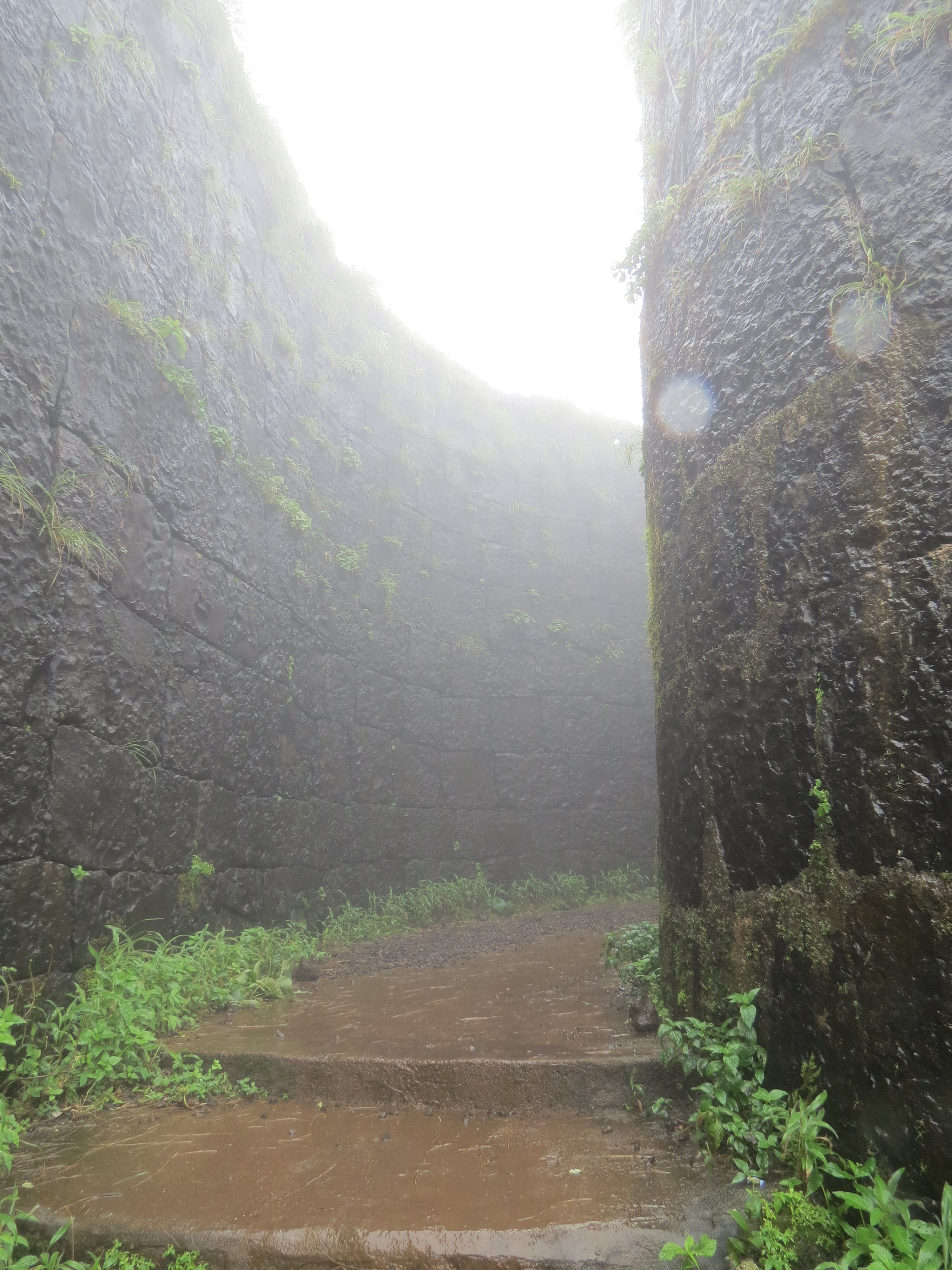
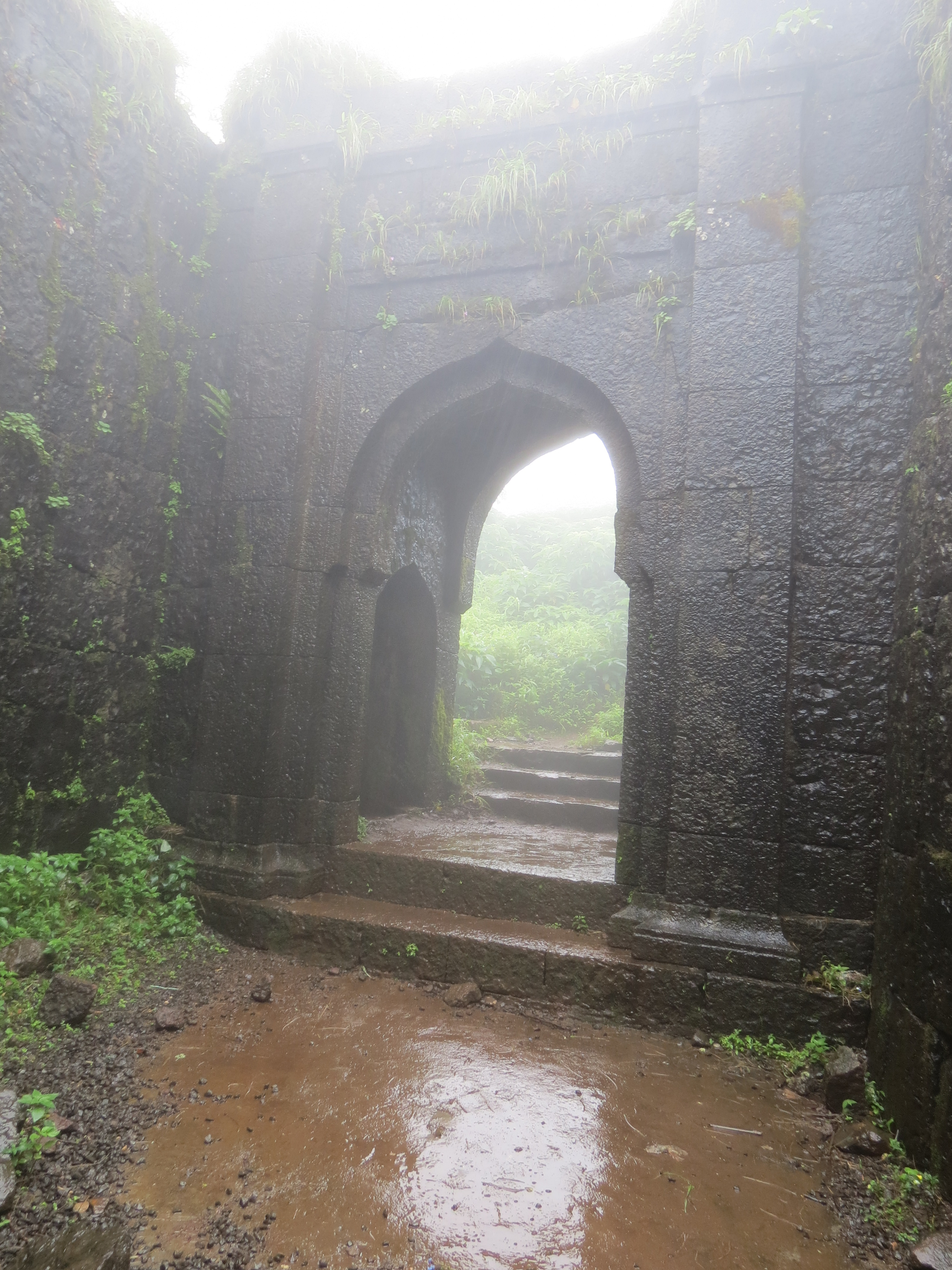
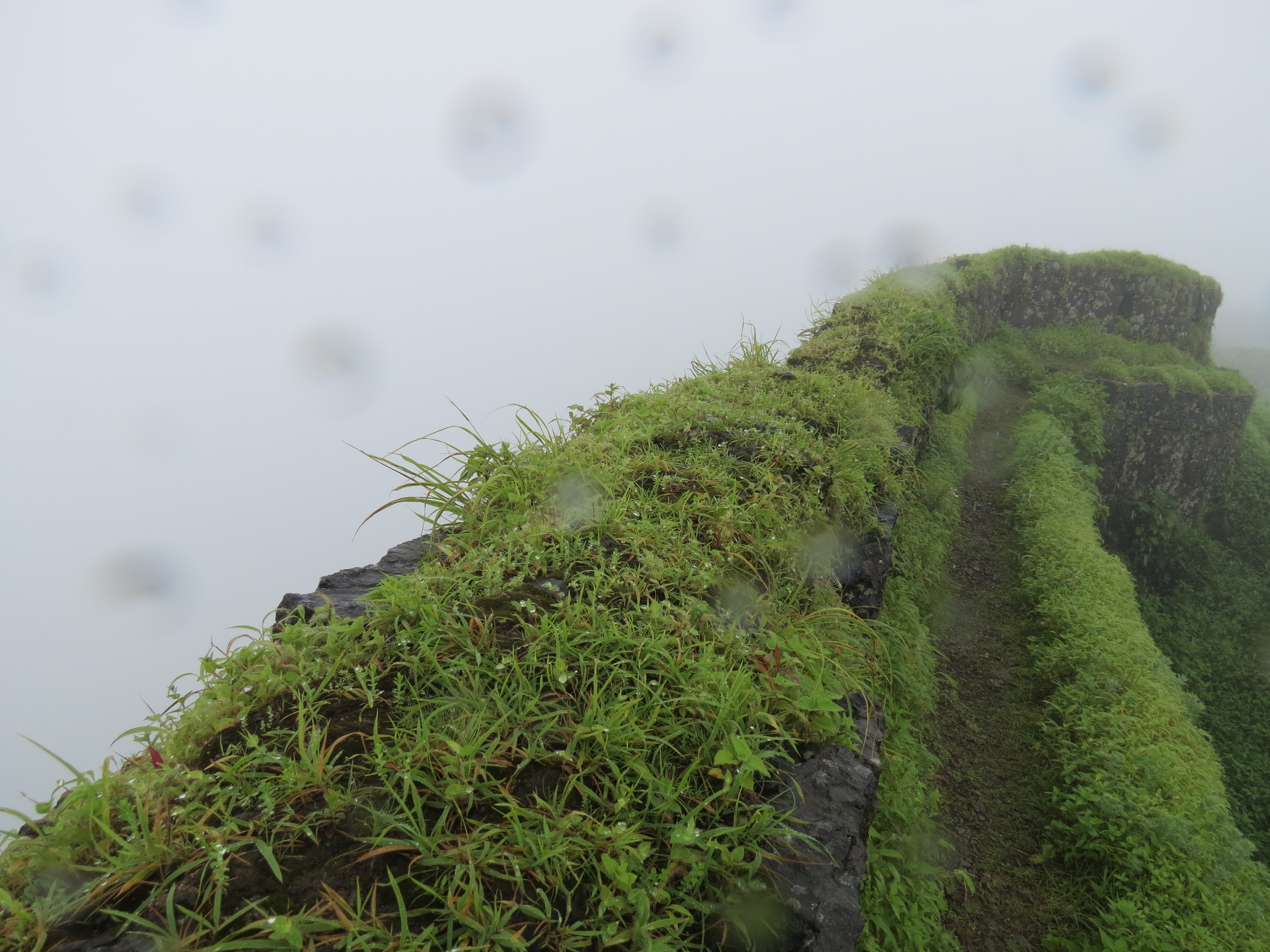
Murallas del fuerte
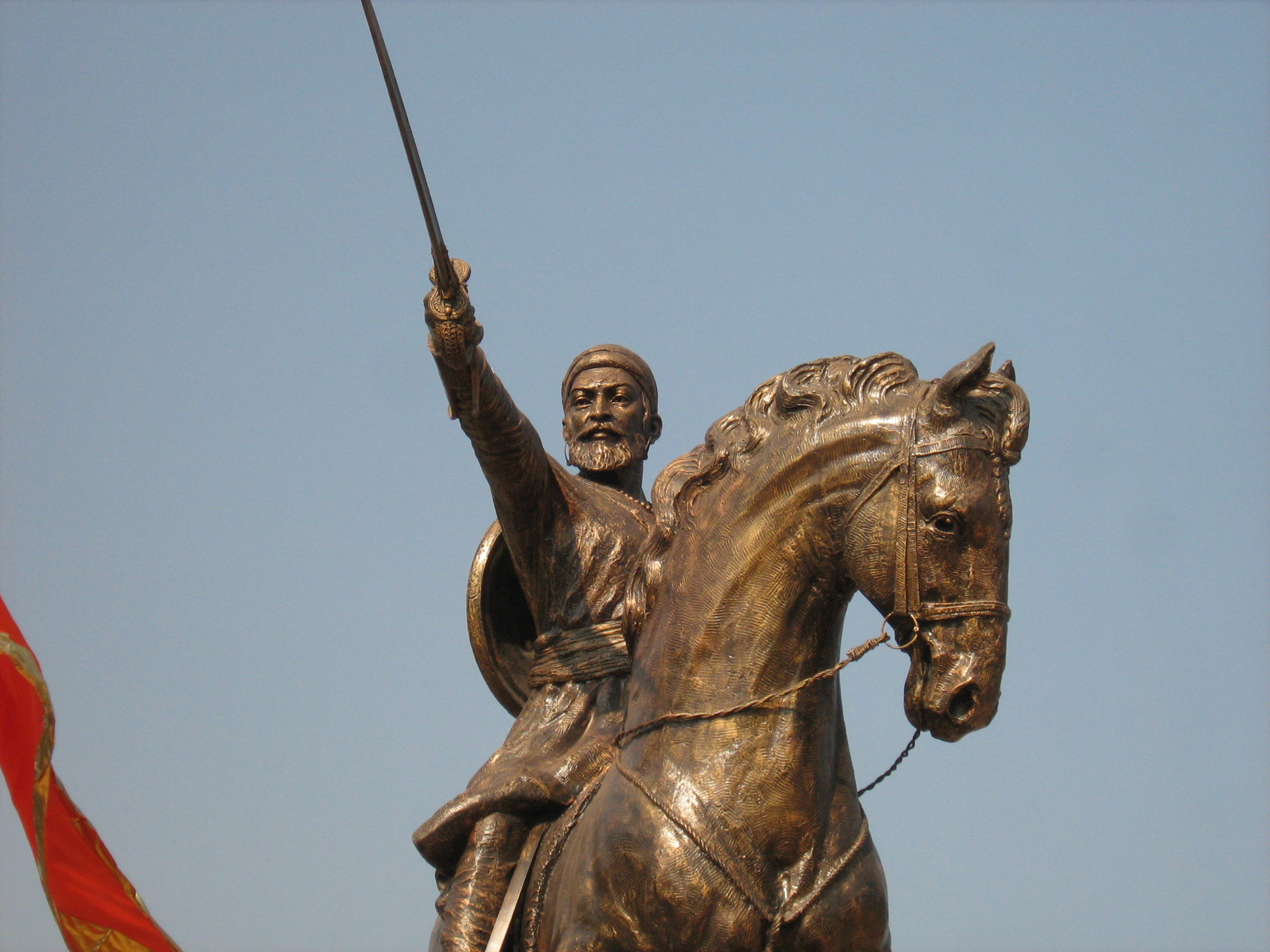
Estatua de Shivaji Maharaj junto al fuerte
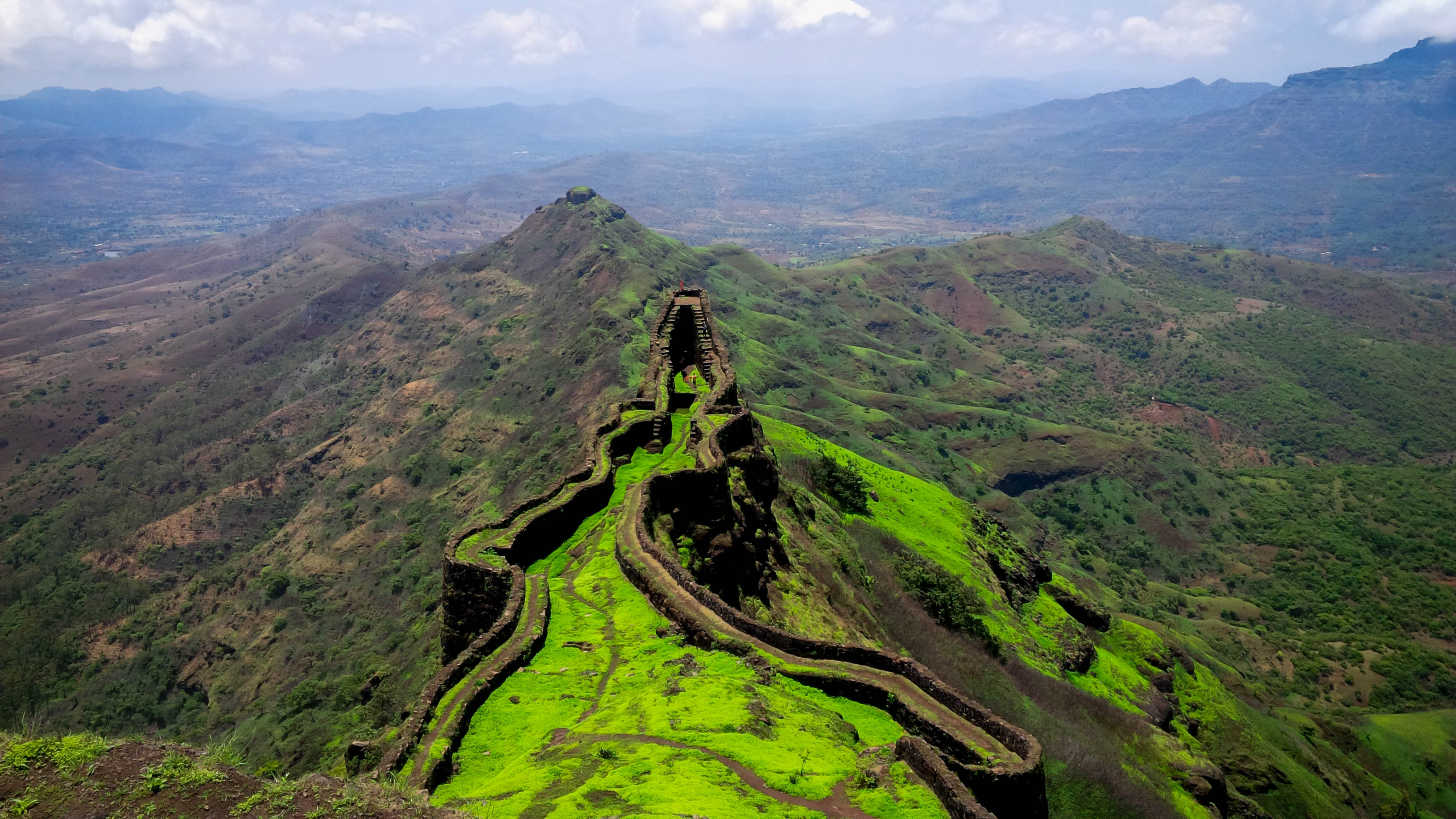
Zunzar Machi desde Torna
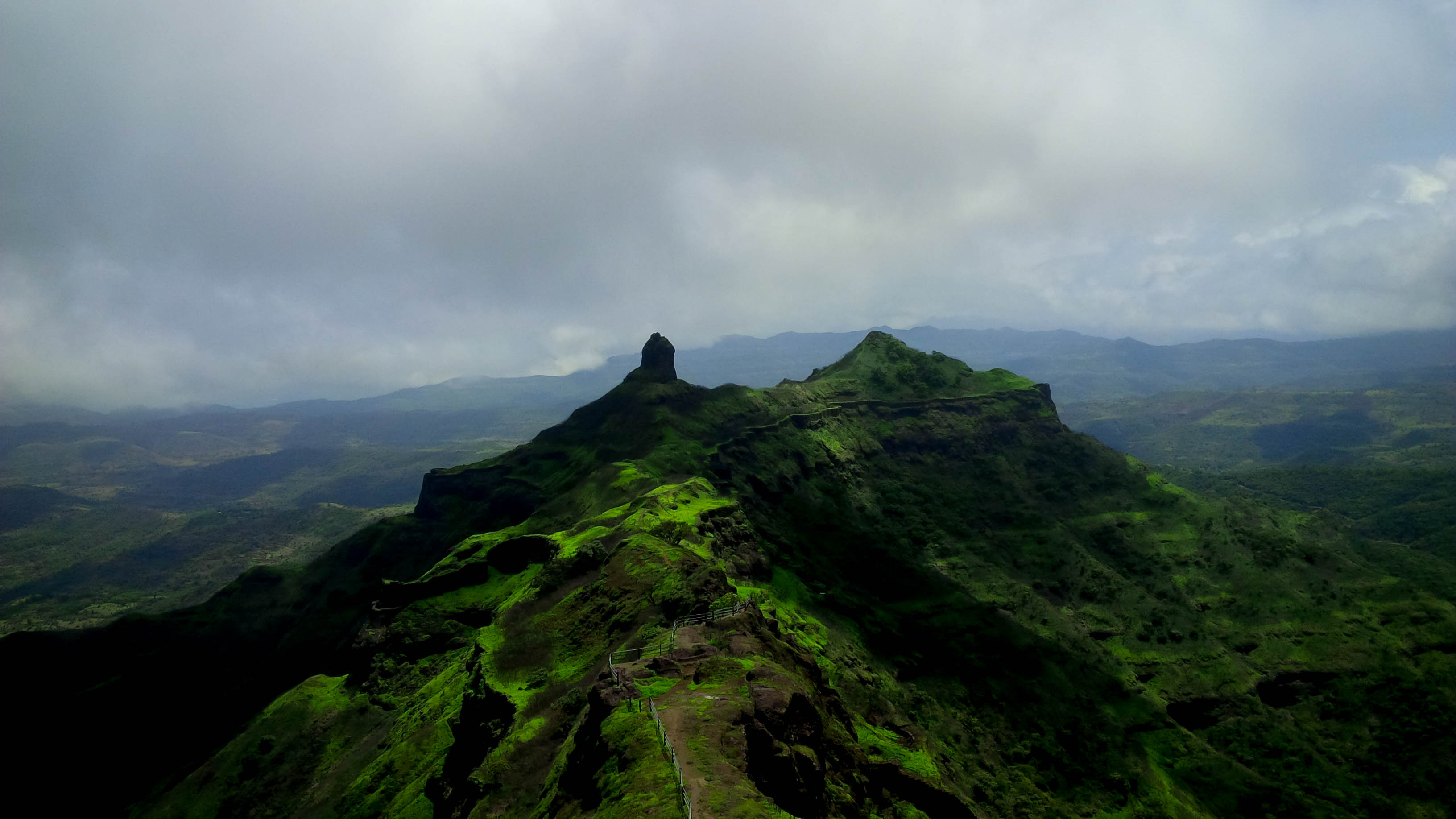
Budhla Machi desde Torna
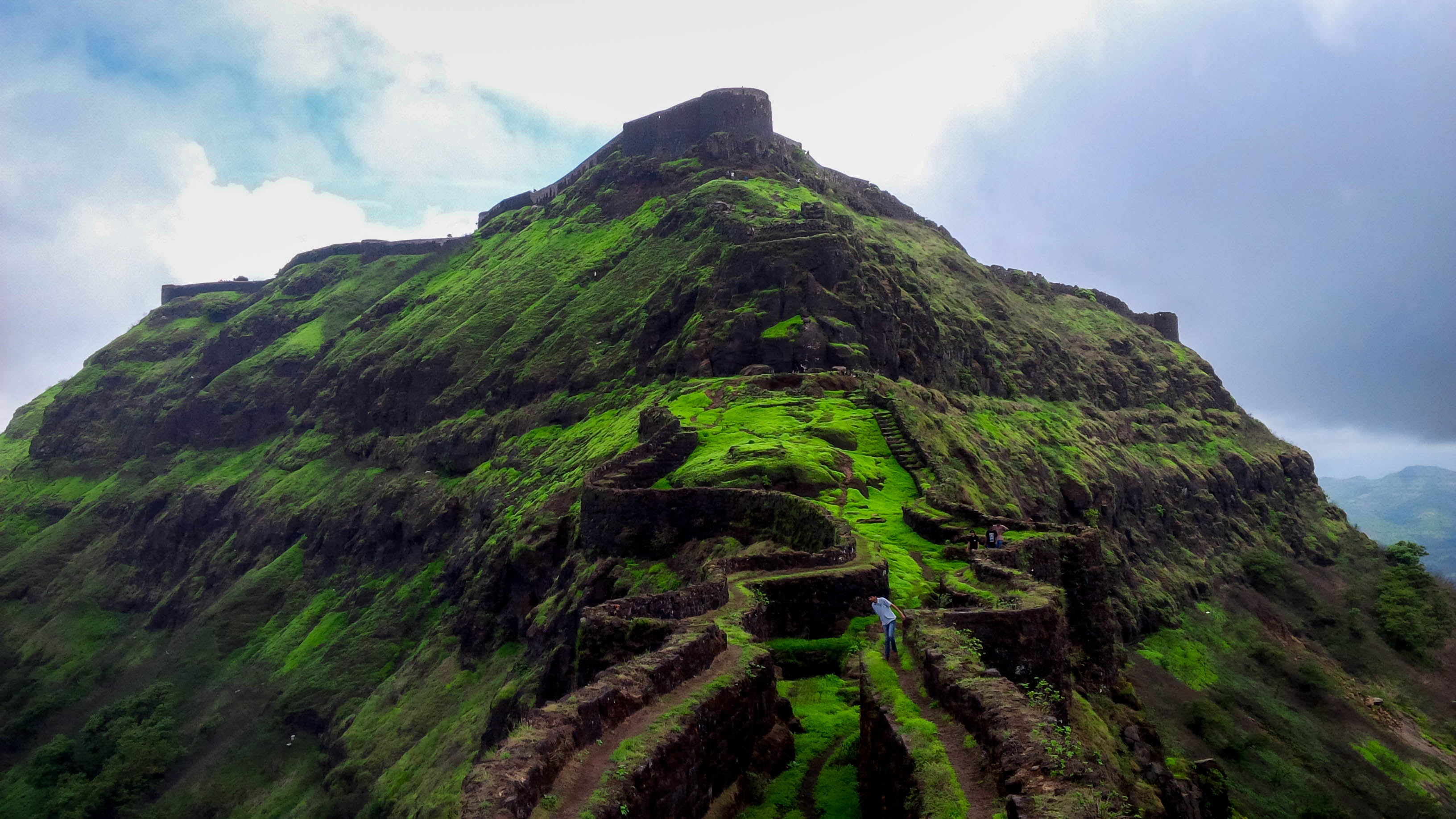
Torna desde Zunzar Machi
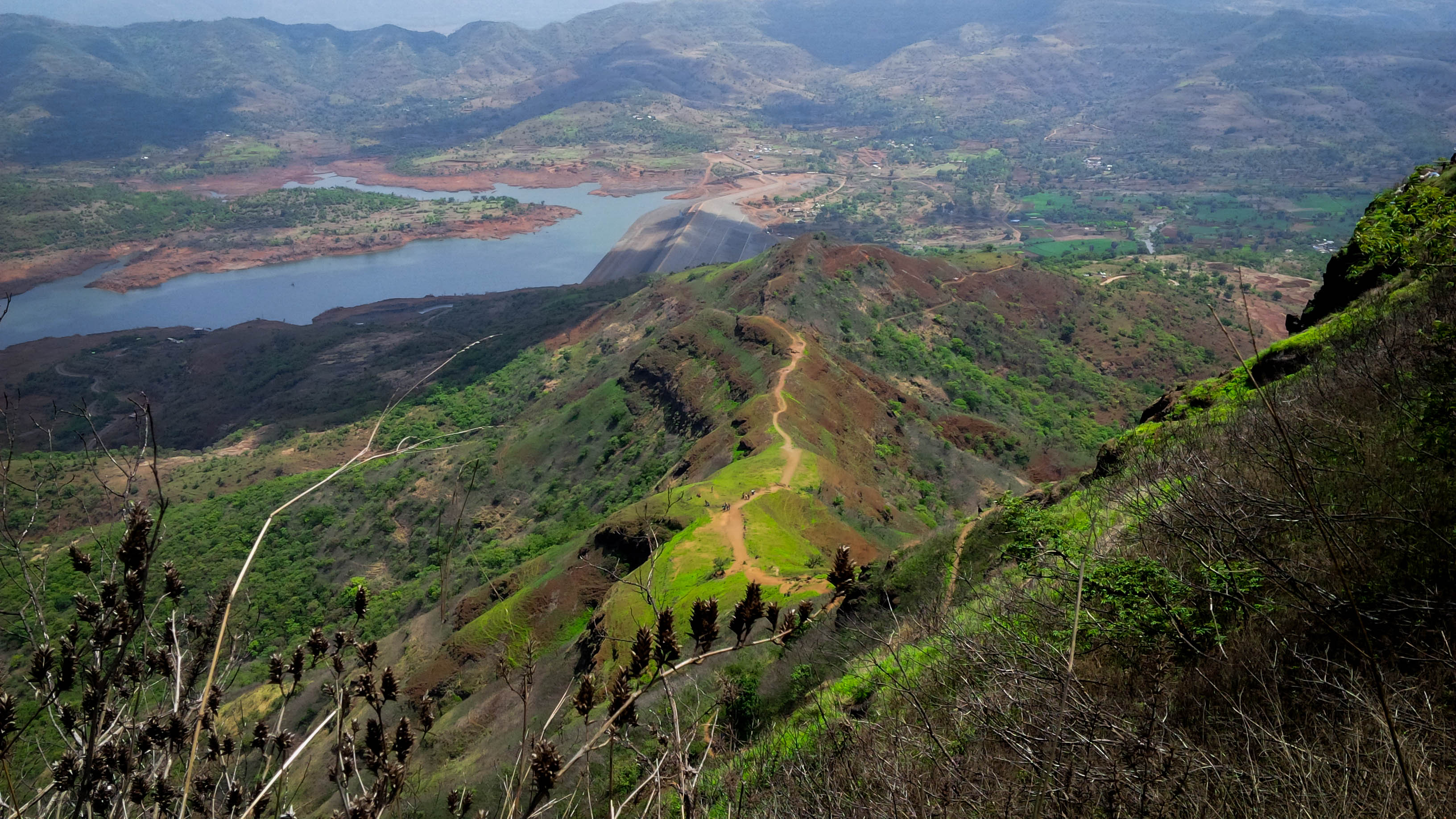
Carretera a Torna
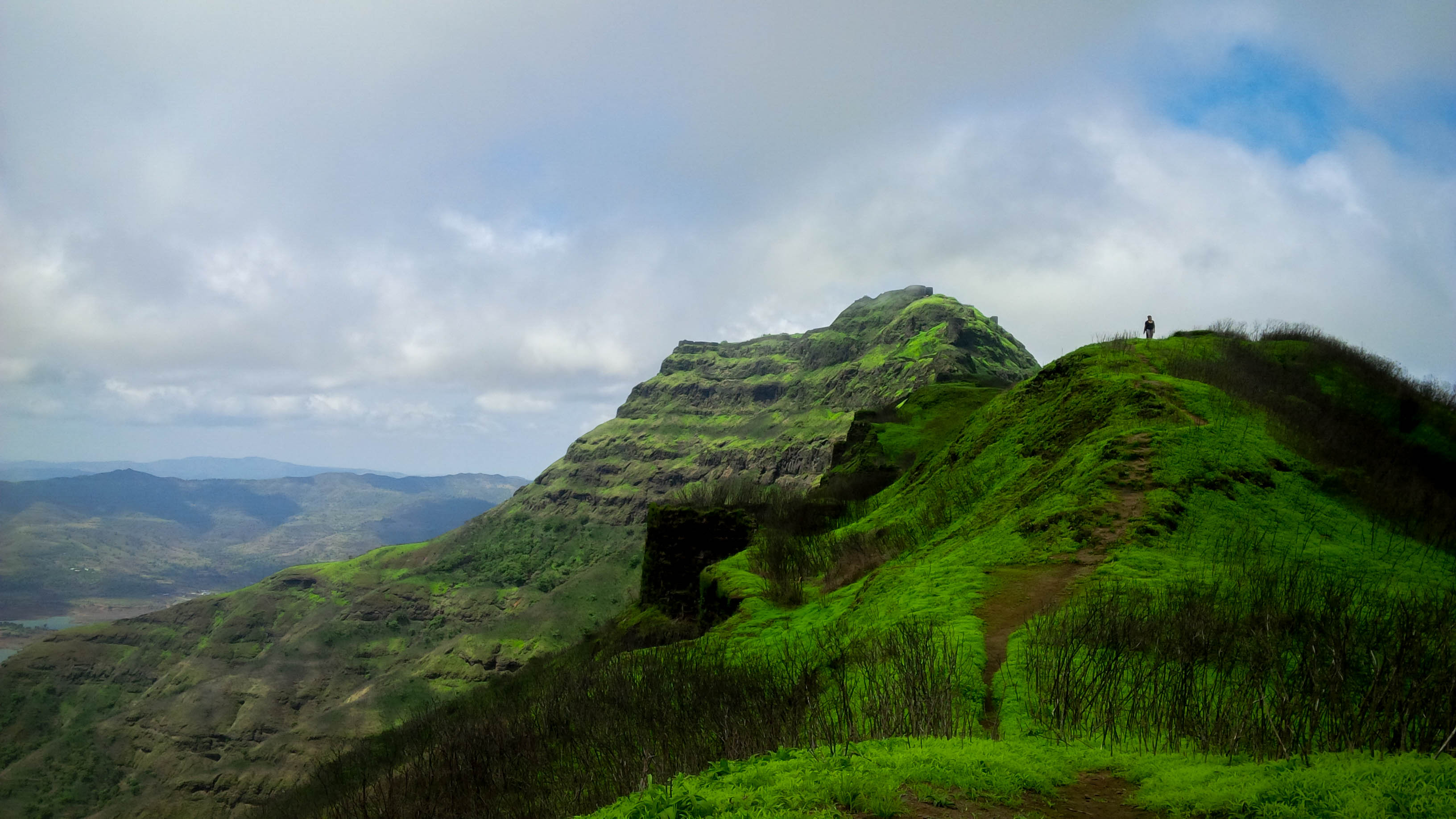
Torna desde Budhla Machi
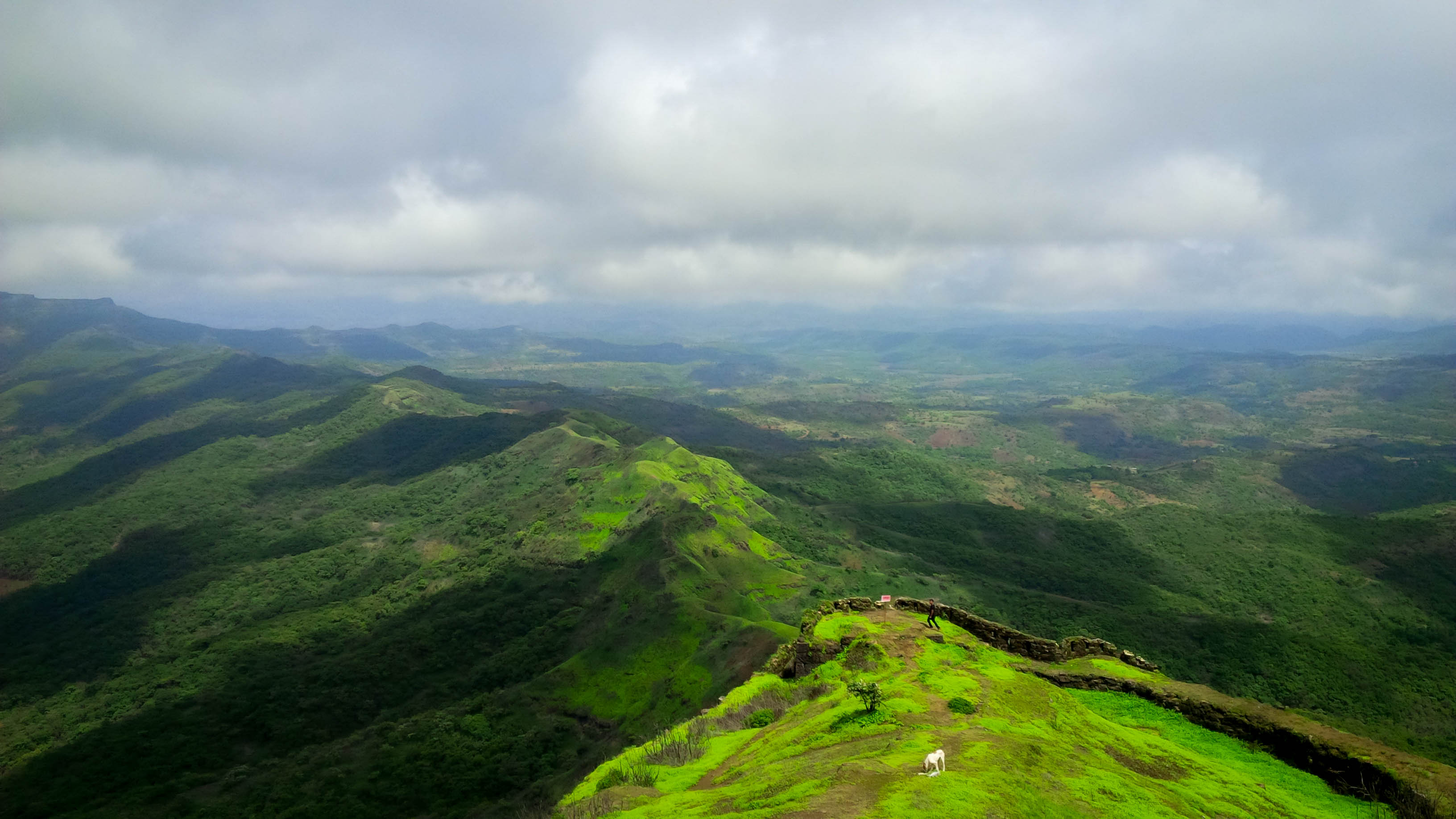
Camino a Rajgad desde Torna